# وستون كلويل (كامبريدجشير)
وستون كلويل (بالإنجليزية: Weston Colville)‏ هي قرية تقع في المملكة المتحدة في إنجلترا. يقدر عدد سكانها بـ 424 نسمة .